# Sporomusa termitida
Sporomusa termitida es una especie de bacteria. Es un organismo acetogeno (productor de acetofenonas) aislado por primera vez de termitas (Nasutitermes nigriceps). Son estrictamente organismos anaerobios, gram-negativos, varillas rectas a  ligeramente curvadas de (0.5–0.8 x 2–8 μm de altura, formadores de endosporas, que son móviles por el uso de flagelos laterales.

## Otras lecturas
- Breznak, John A.; Blum, Jodi Switzer (1991). «Mixotrophy in the termite gut acetogen, Sporomusa termitida». Archives of Microbiology 156 (2): 105-110. ISSN 0302-8933. doi:10.1007/BF00290981.